# Liste buddhistischer Klöster in Ladakh

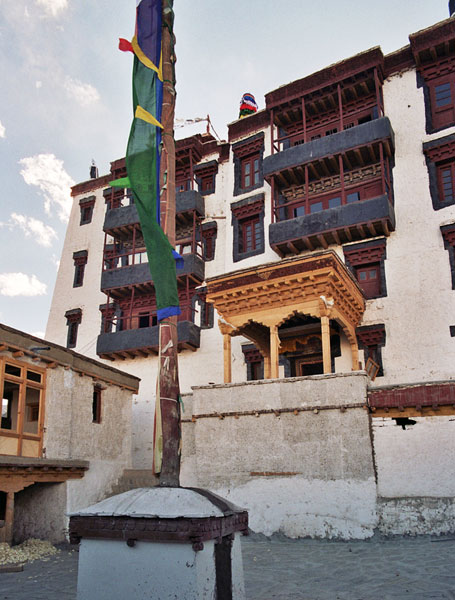
Stok-Palast

Dies ist eine Liste buddhistischer Klöster in Ladakh, Indien.

## Übersicht
| - Alchi - Alchi-Kloster - Bardan-Kloster - Basgo-Kloster - Chemrey - Chemrey-Kloster - Diskit-Kloster - Hanle-Kloster - Hemis-Kloster - Hundur-Kloster - Korzok-Kloster - Kursha-Kloster | - Lamayuru-Kloster - Likir-Kloster - Lingshed-Kloster - Mashro-Kloster - Matho-Kloster - Mulbekh-Kloster - Namgyal Tsemo-Kloster - Phugtal-Kloster - Phyang-Kloster - Rangdum-Kloster - Rizong-Kloster - Sankar-Kloster | - Shey-Kloster - Spituk-Kloster - Stakna-Kloster - Stok - Stok-Kloster - Stongdey-Kloster - Sumda Chun - Takthok-Kloster - Thak Thog - Thikse-Kloster - Wanla-Kloster - Zangla-Kloster |